# Montserrat Pujol Vila
Montserrat Pujol Vila (Castelldefels, Baix Llobregat, 1962) és una exjugadora d’handbol catalana.
Extrem, s'inicià a la pràctica de l'handbol al col·legi Sant Ferran de Castelldefels. Formà part des de la seva fundació del Rancho Castelldefels, amb el qual assolí l'ascens a la Primera Divisió espanyola la temporada 1978-79. També es proclamà campiona de la Copa de la Reina (1980) i aconseguí dos subcampionat de Lliga (1979-80, 1980-81). Fou internacional amb la selecció espanyola en dues ocasiona i es retirà el 1988.